# Яблоков, Александр Сергеевич
Алекса́ндр Серге́евич Я́блоков (14 ноября 1897, Костромская губерния — 21 января 1973, Пушкино) — советский учёный-дендролог и селекционер, доктор сельскохозяйственных наук, профессор, действительный член ВАСХНИЛ, основатель школы по селекции и методам размножения основных лесных пород, лауреат Сталинской премии.

## Биография
Родился в 1897 году в селе Ивановское-Скрябино Костромской губернии () в семье народных учителей. По окончании первой Костромской гимназии, в 1916 году поступил в МСХИ, но был призван в армию и служил на Юго-Западном фронте до демобилизации.
В декабре 1918 году был зачислен в ряды РККА, из которой в 1920 году по специальному приказу был командирован обратно для продолжения обучения. До сентября 1922 года являлся студентом сельскохозяйственного факультета Политехнического института в Иваново. Затем перевёлся в Московский лесной институт на лесохозяйственный факультет и окончил его в 1925 году, получив специальность инженер — лесохозяйственник.
В 1925—1930 годах учился в Ленинградской лесохозяйственной академии на лесохозяйственном факультете, успешно окончив его.
С 1928 году начинает научную работу в институте древесины Кунцево, где в 1930 году он становится старшим научным специалистом, а с 1933 года руководителем лаборатории селекции.
В 1935 году им была начата работа по селекции тополей. Параллельно с этой работой проводились работы и по селекции других видов тополей, что представляло практический интерес и имело смысл для общего научного обоснования методов и техники селекции лесных пород. В 1936 году он переводится во ВНИИЛМ (Пушкино) также на должность руководителя лабораторией селекции. С этого времени по 1939 году им проводились работы по отдаленной гибридизации осины в Ивантеевском селекционном питомнике.

### Работы 1935—1941

#### Гибридизация осины
Целями гибридизации осины являлись:
1. усиление быстроты роста и увеличение общих размеров гибридной осины;
2. улучшение качества древесины и формы стволов;
3. изменение типа ветвления для улучшения очищаемости деревьев от мертвых сучьев;
4. повышение иммунитета к болезням: ржавчине, сердцевинной гнили и др.;
5. повышение её жизнестойкости.

Гибридизация велась на растущих деревьях и на срезанных ветвях. Скрещивания производились, преимущественно, с другими видами и в меньшей степени внутри вида. За период с 1935—1939 годах таких скрещиваний было произведено в количестве 135 комбинаций, из которых 110 были осуществлены на материнских растениях осины. В скрещивании осины с тополем Болле, произведённом в 1938 году, по исключительно сильному росту в первом же году выделился сеянец № 2804, достигший к концу года 70 см при средней высоте остальных сеянцев 19,6 см. Потомство этого сеянца (тополь Яблокова-18) продолжает быть одним из самых быстрорастущих и ценных гибридов в этой семье и в настоящее время.

#### Гибридизация тополей
В это же время проводились опыты по гибридизации тополя белого с тополем туркестанским зелёным — тополем Болле. В результате этих опытов было получено несколько сотен гибридов, среди которых отобраны единицы гибридов с хорошо выраженным пирамидальным ветвлением, давшим начало новому сорту — тополю Советскому.
Не менее интересные данные были получены при скрещивании осины с тополем белым. Полученный гибрид соответствовал видовой норме тополя серого, встречающегося в местах перекрытия ареалов осины и тополя белого. В секции чёрных тополей были проведены работы по гибридизации тополя чёрного пирамидального с осокорем, давшим начало будущему сорту Пионер.

### Великая Отечественная война
В 1941 году был призван в ряды РККА и служил на Юго-Западном фронте, откуда в декабре 1942 года был возвращен на научную работу во ВНИИЛМ.

### После 1942
Работы по гибридизации тополей были продолжены. Среди гибридов тополя чёрного пирамидального с осокорем были отобраны сеянцы, давшие начало тополю «Сталинец» и тополю «Максим Горький».
Наряду с этой работой с 1936 года занимался созданием дендрологического сада на окраине Ивантеевки Московской области. Дендрологический сад закладывается по его проекту и под его руководством. Сад был создан как база для проведения научно-исследовательских работ по акклиматизации и семеноводству лесных пород. На 4 га был заложен дендрарий по географическому принципу, 6 га занял селекционный отдел дендрария.
Кроме оценки интродуцентов и выделению перспективных видов для внедрения в лесхозы страны, перед сотрудниками дендрария стояла задача по выведению гибридов с ярко выраженным гетерозисом. Работы проводились как с хвойными (ель, сосна, пихта, лиственница), так и с лиственными (тополь, берёза, лещина, ива, клён, орех). В настоящее время дендропарк является одним из немногих в России лесным селекционным центром, где можно демонстрировать успехи многолетней работы по лесной селекции и дендрологии.
В 1946 году А. С. Яблоков защитил диссертацию на степень доктора сельскохозяйственных наук. В 1948 году получил звание профессора. С октября того же года, оставаясь заведующим отдела селекции во ВНИИЛМЕ, А. С. Яблоков стал руководить кафедрой селекции и дендрологии Московского Лесотехнического Института, где им была организована научно-исследовательская работа по селекции лесных пород с привлечением сотрудников кафедры, аспирантов и студентов дипломников.
С 1947 года член ВКП(б).
А. Яблоковым и его учениками были разработаны обширные научные программы и методики по селекции важнейших лесообразующих, быстрорастущих, орехоплодных и декоративных пород, таких, как: сосна, ель, лиственница, пихта, грецкий орех, лещина (фундук), осина, тополь, карельская береза, клен, сирень, бересклет и другие.
Таким образом, селекционной работой были охвачены главнейшие из тех древесных и кустарниковых пород зоны лесов умеренного климата, которые могут быть отнесены к категории быстрорастущих, орехоплодных и технических, то есть хозяйственно ценных пород.
В МЛТИ им был составлен курс преподавания генетики, селекции и основ семеноводства. Его учебники «Селекция древесных пород с основами лесного семеноводства» (1953) и «Селекция древесных пород» (1962) признаны не только в нашей стране, но и в таких странах, как Китай, Чехия, Болгария, Англия. До сих пор его монографии «Воспитание и разведение здоровой осины» (1949, 1963), «Пирамидальные тополи» (1956), «Лесосеменное хозяйство», «Основы лесного семеноводства» (1965), не потеряли своей актуальности до настоящего времени. А. С. Яблоковым опубликовано свыше ста научных работ, многие из которых приобрели мировую известность ЮРФО. А. С. Яблоков вывел в общей сложности свыше 200 сортов различных древесных пород.
В 1956 году избирается академиком ВАСХНИЛ и академиком-секретарем отделения лесоводства и агролесомелиорации ВАСХНИЛ. С 1957 года являлся действительным членом. С 1957 г. являлся действительным членом секции «Генетика и селекция лесных пород» Международного союза Лесных научных учреждений ЮРФО. В 1957 году он — вице-президент VI Международного конгресса по тополям (Париж) и член международной комиссии по тополям ФАО.

## Результаты деятельности
Вывел в общей сложности свыше 200 сортов различных древесных пород. Им создана крупная школа лесных селекционеров. В числе его учеников почётный академик РАЕН, профессор А. Я. Любавская, доктор с.-х. наук В. И. Ермаков, доцент Н. В. Котелова, профессор Чжу Цты, профессор Ли Шань Вэй, профессор Ван Инь Су (Пекинский лесной университет), профессор Рудольф Внчура (Венгрия), кандидаты сельскохозяйственных наук С. П. Иванников, Н. Б. Гроздова, Р. Ф. Кудашева, Г. И. Анциферов, С. Н. Багаев, А. В. Козьмин, И. А. Казарцев научный сотрудник О. Е. Николаева, доцент Б. Н. Владимиров, профессор В. В. Коровин, канд. биологических наук Л. В. Хромова и многие другие.
Школа лесной селекции академика А. С. Яблокова получила дальнейшее развитие в трудах его учеников, многие из которых основали собственные школы, сохраняя преемственность в направлении исследований. К числу бывших и настоящих сотрудников кафедры селекции, учеников А. С. Яблокова, — основателей таких «дочерних» школ — принадлежат: профессор, член РАЕН А. Я. Любавская; доцент к. б. н. Н.В Котелова; доцент к. с.-х. н. П. Т. Обыденный, профессор д.б.н. В. В. Коровин. Учениками А.С Яблокова были и являются многие известные ученые и педагоги, всех трудно перечислить, среди членов и аспирантов кафедры селекции и дендрологии.
Главным в научной деятельности А. С. Яблокова была работа с реальными живыми объектами. Однако этот учёный обладал не только большими знаниями в области дендрологии и селекции, но и немногим свойственной научной интуицией, позволявшей ему безошибочно выделять перспективные виды и формы древесных растений и подбирать для их селекции соответствующие методы. Последнее очень важно, так как долголетие и медленное течение онтогенеза лесных и культурных древесных растений часто не оставляют времени на исправление ошибок и повторение опыта. В этом отношении Александр Сергеевич мало ошибался, в результате улицы и парки наших городов украсили созданные академиком прекрасные декоративные формы и сорта древесных, а лесное хозяйство получило новые быстрорастущие и ценные по свойствам древесины растения. Не случайно А. С. Яблокова называли «русским лесным Бёрбанком».

## Признание
- орден Трудового Красного Знамени (1951)
- орден Ленина (1954)
- медали
- Сталинская премия третьей степени (1951) — за выведение быстрорастущих межвидовых гибридов осины и пирамидального тополя.

## Память
- Именем академика Яблокова назван созданный им Ивантеевский дендрологический парк[3].
- Его имя носит специализированная аудитория кафедры селекции, генетики и дендрологии МГУЛеса.
- К 100-летнему юбилею академика А. С. Яблокова на административном здании Ивантеевского лесопитомника открыта мемориальная доска[4].